# یلنا نایموشینا
یلنا نایموشینا (روسی: Елена Аркадьевна Наимушина؛ ۱۹ نوامبر ۱۹۶۴ – ۱۴ مارس ۲۰۱۷) ژیمناست هنری اهل شوروی بود.
وی در مسابقات کشوری و بین‌المللی در مجموع برندهٔ ۱ مدال طلا، ۱ مدال نقره شده‌است.